# Snöduva
Snöduva (Columba leuconota) är en asiatisk duva som lever mycket högt upp i bergstrakter.

## Utseende
Snöduvan är en 31–34 cm lång duva med ett rätt karakteristiskt utseende. Huvudet är svartaktigt och kontrasterar tydligt med vit halskrage och undersida, den senare övergående mot askgrått på buken. Ryggen är brungrå med en vit fläck på nedre delen, medan vingarna är blekare grå med tre bruna band. Den svarta stjärten har ett brett vitt band mitt på som smalnar av och böjer sig ut mot stjärthörnen. Ungfågeln har smala, beige spetsar på ovansidans fjädrar samt beige anstrykning på undersidan.

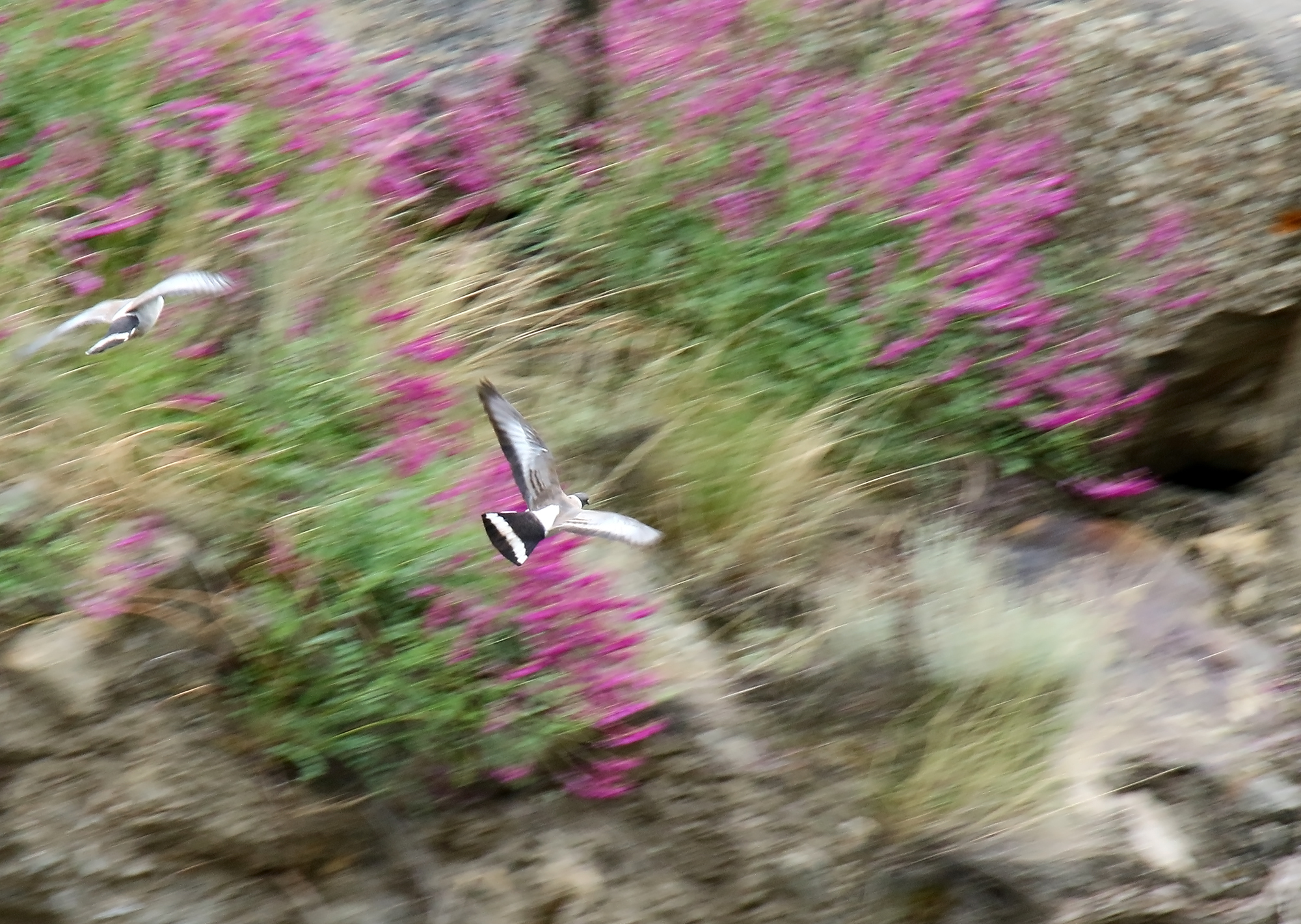
Snöduva som visar upp sin karakteristiska stjärtteckning i flykten.

## Läte
Lätet är dåligt känt, men är tydligen rätt annorlunda från närbesläktade arter. Vanligaste lätet är en kort serie med stammande och något ekorrelika "kuk" eller "ki-kup". Spellätet rapporteras vara dämpad, ihåligt och buktalande.

## Utbredning och systematik
Snöduva delas in i två underarter med följande utbredning:
- Columba leuconota leuconota – förekommer i Himalaya från västra Afghanistan till Sikkim
- Columba leuconota gradaria – förekommer i bergsområden från östra Tibet till sydvästra Kina (Yunnan) och allra nordligaste Myanmar

## Levnadssätt
Snöduvan hittas i klippiga bergstrakter och ostörda bergsdalar från 3000 meters höjd ända upp till snögränsen på 5000 meter. Dagtid födosöker de på intilligande fält, men tar nattkvist i klippbranterna. Fågeln är relativt skygg och på sin vakt. Vintertid ses de i flockar om 150 individer eller fler, ofta i sällskap av stenduva, i vissa områden av klippduva.

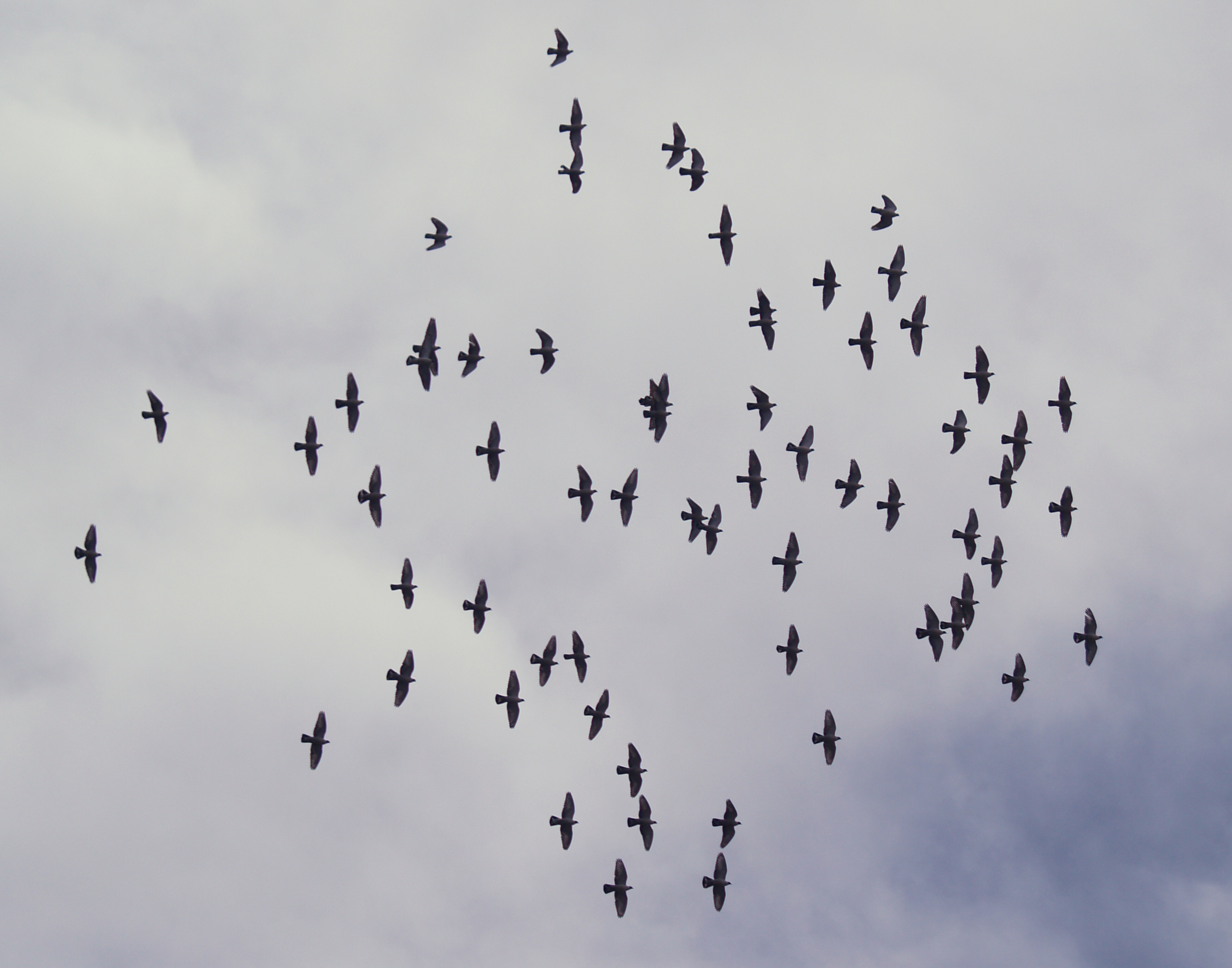
Flock med snöduvor i Sikkim, Indien.

Sommartid söker den sig till lägre nivåer och ses då i par och mindre flockar. Fågeln häckar i kolonier. Det slarvigt byggda boet av kvistar, gräs och fjädrar placeras i klippskrevor, på klippavsatser eller i grottor, och återanvänds år efter år. Den lägger normalt två ägg. Fågeln lever av bär, säd, knoppar, rotknölar, frön och skott.

## Status och hot
Arten har ett stort utbredningsområde och en stor population med stabil utveckling och tros inte vara utsatt för något substantiellt hot. Utifrån dessa kriterier kategoriserar internationella naturvårdsunionen IUCN arten som livskraftig (LC). Världspopulationen har inte uppskattats men den beskrivs som vanlig.